# Canneto sull'Oglio
Pour les articles homonymes, voir Canneto.
Canneto sull'Oglio est une commune italienne de la province de Mantoue, dans la région Lombardie.

## Monuments et patrimoine
- Musée civico
- Ecomuseo Valli Oglio Chiese
- Torre civica
- Monument et maison d'Enrico Tazzoli
- Eglise paroissiale Sant'Antonio Abate
- Eglise de la Pieve
- Necropole de Carzaghetto

## Administration
| Période                                  | Période | Identité | Étiquette | Qualité |
| ---------------------------------------- | ------- | -------- | --------- | ------- |
|                                          |         |          |           |         |
| Les données manquantes sont à compléter. |         |          |           |         |

### Hameaux
Bizzolano, Runate

### Communes limitrophes
Acquanegra sul Chiese, Asola, Calvatone, Casalromano, Drizzona, Isola Dovarese, Piadena